# Track & Field News
Track & Fields News é uma revista esportiva norte-americana, fundada em 1948 pelos irmãos Bert e Cordner Nelson, voltada para o atletismo, conhecido nos Estados Unidos como "track & field" (pista e campo).
A revista faz a cobertura do atletismo nos EUA, dos atletas de curso secundário aos grandes eventos nacionais, assim como competições e atletas internacionais. Seu lema é A Bíblia do Esporte.
A cada ano, ela elabora um ranking nacional e internacional dos melhores atletas de pista e de campo, escolhido por seus editores junto a especialistas de todo o mundo.